# Eupithecia extremata
Eupithecia extremata är en fjärilsart som beskrevs av Fabricius 1787. Eupithecia extremata ingår i släktet Eupithecia och familjen mätare. Inga underarter finns listade i Catalogue of Life.